# Tetsuharu Yamaguchi
Tetsuharu Yamaguchi (山口 哲治 Yamaguchi Tetsuharu?, nacido el 8 de septiembre de 1977 en Nagasaki) es un exfutbolista japonés. Jugaba de guardameta y su último club fue el Sagan Tosu de Japón.

## Trayectoria

### Clubes
| Club                | País  | Año         |
| ------------------- | ----- | ----------- |
| Sanfrecce Hiroshima | Japón | 1996 - 1998 |
| Sagan Tosu          | Japón | 1999 - 2002 |